# Vladimir-Georg Karassev-Orgusaar
Vladimir-Georg Karasjov-Orgusaar, né Vladimir-Georg-Julian Orgusaar le 14 décembre 1931 à Tallinn et mort le 27 janvier 2015 à Paris 14e, est un réalisateur estonien. 

## Biographie
Après avoir étudié l'histoire et la littérature à l'Université d'État de Tomsk (1955-1958), il étudie le cinéma à l'Institut national de la cinématographie à Moscou dont il est diplômé en 1965. Il travaille pour les studios Tallinnfilm en 1965-1969, puis, pour Eesti Telefilm en 1969-1974. Il réalise sous le nom de Vladimir Karasjov de nombreux films documentaires, dont une trilogie sur l'histoire de l'Union soviétique: Eelkäija (1967), Pööripäev (1968) et Väejuht (1968). À partir de 1968, il fait partie du conseil éditorial de Eesti Telefilm. Critique de cinéma pour la revue Serp i molot en 1972-1976.
Son seul long métrage, long de quatre heures, est Lindpriid (Les hors-la-loi, 1971), tiré du roman inachevé de Jaan Anvelt. Le film est censuré par les autorités communistes et les pellicules sont détruites. Empêché de travailler en URSS, Karasjov-Orgusaar profite d'un séjour à Cannes à l'occasion du Festival de Cannes pour s'exiler en France (1976), où il devient publicitaire et critique de cinéma. À partir de 1981, il travaille pour les émissions en russe et en estonien de Radio Free Europe.
En 1990, il est élu député d'Estonie et représente le Comité estonien en France pendant deux ans. En 1991, il fonde et préside l'Association France–Estonie-Pont de la Démocratie. 
Un film documentaire estonien de Peeter Brambat "LINDPRII - Vladimir-Georg Karasjov-Orgusaar" (Un Hors-la-loi) - avec une avant-première le 5 février 2025 au festival de films documentaires Docpoint  Tallinn, au cinéma Artis - est sorti sur V.G. Karasjov-Orgusaar (1931-2015), auteur des "Hors-la-loi" (1971), film légendaire et fleuron du cinéma d'art et d'essai de l'histoire du cinéma estonien,.

## Filmographie
- 1971 : Libre comme les oiseaux (en russe : Свободны, как птицы) ou Lindpriid (et) qui peut se traduire par «Cage à oiseaux» ?

## Honneurs
Le 8 avril 2011, il est décoré de l'Ordre de l'Étoile blanche d'Estonie.